# Shinji Miyazaki
Shinji Miyazaki (宮崎 慎二, Miyazaki Shinji) (geboren am 7. Oktober 1956 in Kobe) ist ein japanischer Komponist, Musiker und Arrangeur.

## Leben
Er wurde in Kobe geboren und lebte während eines Großteils seiner Kindheit in verschiedenen Gegenden der Insel Shikoku. Er entwickelte eine Vorliebe für Popmusik, was ihn schließlich dazu brachte, musikalische Arrangements und Klavierunterricht am Shobi College of Music zu studieren. Seine Arbeit befasste sich vor allem mit der Vertonung von Anime-Filmen. Zu seinen bekanntesten Beiträgen gehören die Musik für die Crayon Shin-chan-Serie und die Musik für einen Großteil der Pokémon-Anime-Serie und die meisten der dazugehörigen Filme seit 1997. Seine Arbeit schöpft aus vielen Inspirationen, darunter J-Pop und amerikanische Pop-Einflüsse sowie der Jazz-Künstler Gil Evans. In vielen seiner Kompositionen kommen Streich- und Blechblasinstrumente zum Einsatz, insbesondere das Waldhorn.

## Produktionen (Auswahl)
- Pokémon-Fernsehserie
- alle Pokémon Filme
- Crayon Shin-Chan